# Thomas Rosenboom
Antonius Henricus (Thomas) Rosenboom (Doetinchem, 8 januari 1956) is een Nederlands schrijver van romans en korte verhalen.

## Leven en werk
Na zijn middelbare school in Arnhem studeerde Rosenboom drie jaar psychologie in Nijmegen. Daarna stapte hij over op de studie Nederlands in Amsterdam, die hij in 1983 cum laude afrondde. Als schrijver debuteerde hij in 1982 met de novelle Bedenkingen in het literaire tijdschrift De Revisor. In 1983 volgde de verhalenbundel De mensen thuis (drie verhalen, waaronder Bedenkingen) waarmee hij de Lucy B. en C.W. van der Hoogtprijs won. In 1985 kwam zijn eerste roman Vriend van verdienste, een thriller. Zowel voor zijn roman Gewassen Vlees, als voor de roman Publieke Werken ontving Thomas Rosenboom de Libris literatuurprijs.
In 2004 schreef Thomas Rosenboom het boekenweekgeschenk Spitzen in het kader van de 69e editie van de Boekenweek. Naast zijn werk als schrijver gaf hij enige tijd les aan de universiteit van Michigan en verzorgde hij in Amsterdam cursussen prozaschrijven.
Zijn hoofdwerk Publieke werken werd in het Duits vertaald als Neue Zeiten en in het Deens als Offentlige arbejder. Ook vertalingen in het Hongaars (Közmunkák) en Slowaaks (Verejné práce ) zijn verschenen.

## Romans
Voor Rosenboom is de roman in de eerste plaats een verhaal over herkenbare personages met een herkenbaar streven. Rosenbooms boeken spelen zich af in het verleden maar de personages hebben universele karaktertrekken, zoals: trots, eerzucht, koppigheid, eerlijkheid, drang naar sociale erkenning en vooral in de latere werken, de wil om het goede te doen. Zij denken alles in de hand te hebben, maar begrijpen eigenlijk niet wat er zich in hun omgeving afspeelt en gaan daardoor onafwendbaar hun ondergang tegemoet.
Zijn roman Gewassen vlees speelt zich af in de 18e eeuw, gedurende de Friese ongeregeldheden rond het Pachtersoproer tijdens het bewind van stadhouder Willem IV van Oranje-Nassau en het beleg van Bergen op Zoom in de Oostenrijkse Successieoorlog.
In de roman Publieke werken beschrijft Rosenboom het leven van de Drentse apotheker Anijs en zijn Amsterdamse neef de vioolbouwer Vedder. De roman speelt in de jaren 1880-1889, deels tegen het decor van de veenkoloniën rond Hoogeveen en deels tegen de achtergrond van de bouw van het Victoria Hotel en het tegenovergelegen Station Amsterdam Centraal. Het boek werd in 2015 verfilmd, onder regie van Joram Lürsen.

## Stijl
In Rosenbooms werk zijn de realistische elementen belangrijk. Zijn personages en hun omstandigheden passen nauwkeurig binnen de historische context van het verhaal. Dat vergt van de schrijver een precieze documentatie. Rosenboom beschouwt die documentatieperiode als een essentiële fase binnen het schrijfproces.
Hij doorbreekt het realisme weer door te werken met een modulaire montagetechniek: hij laat bepaalde scènes of beelden in het boek terugkomen met een steeds iets andere betekenis of lading (‘beeldrijm’). 
Op grond van zijn uitvoerige documentatie zou men Rosenbooms werk kunnen indelen bij het neorealisme, door zijn montagetechniek en hergebruik van archaïsmen bij het postmodernisme en vanwege de grote invloed van de sociale omstandigheden bij het sociaal realisme.
Als het in zijn verhaal van pas komt, gebruikt Rosenboom archaïsche taal. Hij zegt daarover:
Ik ken de verwijten over de archaïsche woorden en zinsconstructies, maar ik vind woorden en begrippen als guizig en heumig, ruzelende bomen en volkomen gemoedereerd nu eenmaal prachtig. Bovendien: als ik ze niet gebruik en een ander ook niet worden ze helemaal obsoleet. Voor mij zijn het natuurlijk ook vreemde woorden, maar ik gebruik ze graag omdat ze autoriteit aan het proza geven. Binnen de constructie van een boek dient de schrijver gezag te hebben..